# Ivan Brient
Ivan Brient, né le 17 janvier 1972 à Plougoumelen dans le Morbihan, est un prêtre catholique français, nommé évêque auxiliaire de Rennes le 7 octobre 2022 et qui renonce à cette charge le 16 novembre 2022.

## Biographie

### Jeunesse et formation
Ivan Brient naît de parents enseignants, originaires du pays de Pontivy, à Plougoumelen, entre Auray et Vannes. Sa vocation sacerdotale est très précoce, dès l’âge de trois ans.
Après le baccalauréat, il poursuit des études de chimie à Rennes puis fait le choix d’entrer au séminaire de Vannes. Durant ses études, il passe deux années en coopération au Burkina Faso, y enseignant la physique-chimie au petit séminaire du diocèse de Diébougou (de).

### Principaux ministères
Ivan Brient est ordonné prêtre le 17 juin 2001. Après son ordination, il est envoyé à Rome et à Jérusalem pour des études d'exégèse avant de revenir dans son diocèse en 2004. Il est nommé vicaire à Malestroit, puis membre de l’équipe animatrice du séminaire de Rennes, durant sept ans. En septembre 2013 il est nommé curé de Ploemeur. En janvier 2015, il prend la charge de curé de Larmor-Plage du fait du départ pour raisons de santé de son prédécesseur. Puis il est nommé à Pontivy en juin 2016,,.
De 2017 à 2021, il est nommé vicaire général chargé de l'accompagnement de la pastorale sur la partie occidentale du diocèse, pour les pays de Lorient, Gourin, Le Faouët, Pontivy et Auray. Dans sa mission, il est particulièrement chargé des prêtres en responsabilité sur ce territoire ainsi que des laïcs en mission ecclésiale sur les questions pastorales.

### Évêque auxiliaire de Rennes
Le 7 octobre 2022, il est nommé évêque auxiliaire de Rennes et reçoit le titre d'évêque titulaire de Vaison. 
Il devait être ordonné le 4 décembre 2022, cependant le 16 novembre, le pape François accepte la renonciation de sa charge d'évêque auxiliaire de Rennes. Dans son message aux diocésains, il indique que « des problèmes de santé [l]’ont mis en alerte et [l]’ont invité à regarder cet engagement de plus près. Après avoir consulté, des signes alarmants de début de burn out ont été clairement diagnostiqués » et qu'il a donc pris la décision de renoncer à cette charge.

### Prises de position
Ivan Brient est sensible à la question de la langue bretonne, dont il est locuteur contrairement à ses parents. Il estime que la liturgie en breton offre la possibilité de toucher un public plus large et souhaite que davantage de prêtres puissent parfois célébrer la messe en breton.